# Districtul Žarnovica
Districtul (Okres) Banská Bystrica este un teritoriu administrativ care face parte din regiunea turistică Pohronie din Slovacia centrală cu 27.381 de locuitori și o suprafață de 426 km². Din punct vedere istoric este fostul comitat maghiar „Bars vármegye”. El cuprinde două orașe Nová Baňa (Königsberg), Žarnovica (Scharnowitz) și 16 de comune.

## Demografie
| An:                | 1994   | 2004   | 2014   | 2024   |
| ------------------ | ------ | ------ | ------ | ------ |
| Număr de persoane: | 27.920 | 27.381 | 26.732 | 24.463 |
| Diferență:         |        | −1,93% | −2,37% | −8,48% |

| An:                | 2023   | 2024   |
| ------------------ | ------ | ------ |
| Număr de persoane: | 24.668 | 24.463 |
| Diferență:         |        | −0,83% |

## Comune
| - Brehy (Hochstätten) - Hodruša - Hámre - Horné Hámre (Oberhammer) - Hrabičov (Hrabischhof) - Hronský Beňadik (Sankt Benedikt) - Kľak (Kleck) | - Malá Lehota (Kleinhau) - Orovnica (Hromitz) - Ostrý Grúň - Píla (Paulisch) - Rudno nad Hronom (Rudain) - Tekovská Breznica (Bresnitz an der Gran) | - Veľká Lehota (Großhau) - Veľké Pole (Hochwies) - Voznica (Woßnitz) - Župkov |